# V379 Возничего
V379 Возничего (лат. V379 Aurigae) — двойная затменная переменная звезда типа Алголя (EA) в созвездии Возничего на расстоянии приблизительно 9012 световых лет (около 2763 парсеков) от Солнца. Видимая звёздная величина звезды — от +14,5m до +13,6m. Орбитальный период — около 1,351 суток.

## Характеристики
Первый компонент — белая звезда спектрального класса A. Радиус — около 1,83 солнечного, светимость — около 10,455 солнечных. Эффективная температура — около 7681 К.